# Bodontschar Mönch
Bodontschar Mönch oder Bodonchar Munkhag (ᠪᠣᠳᠤᠨᠴᠠᠷ, mongolisch Бодончар Мөнх, wiss. Transliteration Bodončar Mönch, Butunchar auch: Buzanjar Munqaq, Butanchar the Simple; gest. 10. Jh. n. Chr.) war ein Herrscher der Mongolen aus dem Clan der Bordschigin. Er war ein Vorfahre von Dschingis Khan, dem Gründer des Mongolischen Reiches 1206, und auch der mongolische Stamm Barlas, welcher 1370 in Zentralasien unter Amir Timur zum Timuridenreich wurde, geht auf ihn zurück.

## Name
Bodonchar Munkhag bedeutet „kleiner missratener Einfaltspinsel“. Bodonchar oder genauer Butunchar (mongolischer Hintervokal ʊ) ist eine Verkleinerungsform von „butuchi“ (uneheliches Kind, missgezeugt, Bastard) mit dem Verkleinerungssuffix „-nchar“, während Munkhag „Narr“ oder „Einfaltspinsel“ bedeutet. Die Bedeutung des Namens steht im Gegensatz zu seiner hohen Stellung bei den mongolischen Stämmen.
Er erhielt während der zeit der Yuan-Dynastie in China den Tempelnamen „Shizu“ (chinesisch 始祖, Pinyin shi zu) beziehungsweise yìxuán huáng dì (毅玄皇帝).

## Überlieferung
Laut der Geheimen Geschichte der Mongolen war er nominell ein Nachfahre in zwölfter Generation von Borte Chino. Dschinghis Khan war seinerseits in elfter und Timur in sechzehnter Generation ein biologischer Nachfahre von Bodonchar Munkhag. Bodonchar Munkhag ist der Gründer des Haus Borjigin. Traditionen in Tschagataischer Sprache versetzen 'Buzanjar Munqaq' in die Zeit der Rebellion von Abū Muslim um 747 n. Chr. (~ 125 d.H.). Der Name Borjigin geht jedoch nicht auf Bodonchar zurück, sondern auf Bodonchars nominellen Urgroßvater Borjigidai Mergen („Borjigidai der Weise“). Die Datierung auf 747 n. Chr. passt besser zu Borjigidai Mergen. Eine Verwechslung mit Bayanchur Khan könnte ebenfalls für diese Verwirrung verantwortlich sein.
Timuridische Überlieferung erzählt, Timurs Vater Taraqai habe ihm gesagt, Bodonchar sei Nachfahre von Jafet und Adam in der 29. Generation.
Das Tārīkh-i arbaʿ ulūs (dt. „Geschichte der Vier Nationen“) von Timuridenherrscher Ulugh Beg, in der gekürzten Version der Shajarat al-atrāk (dt.: „Genealogie der Türken“), schreibt, Timuriden seien die Nachfahren von „Turk“, dem Sohn von Yāfith (Japheth). Turk galt als „Vater der Türken“. Die Mughul und Tataren seien Zwillinge und Kinder von Aljeh Khan und daher in fünfter Generation Nachfahren von Turk. Ulugh Begs Werk zur Genealogie klassifizierte die Mongolen als Türken, während es auch ihren Kampfgeist lobte. Ulugh Beg nahm Yāfas (Japheth), Turk, Mughūl, Tātār und Ughūz in die Genealogie der Borjigin (Dschingisiden/Genghisids) und Timuriden auf. Speziell Bodonchar wurde über seine paternalen Vorfahren, anstatt seine maternalen definiert. Sein Vater wurde als Anqawi Khan bezeichnet, Nachkomme des Bozoklar Khan, des Sohnes von Oghuz Khan und damit bis hin zu Noah (Nuh). Bodonchars Mutter wurde in den Timuridischen Schriften nicht erwähnt, während Die Geheime Geschichte der Mongolen sie als Alan Gua benennt, die mythologische Frau.